# Lophotrichus macrosporus
Lophotrichus macrosporus är en svampart som först beskrevs av Faurel & Locq.-Lin., och fick sitt nu gällande namn av Arx, Figueras & Guarro 1988. Lophotrichus macrosporus ingår i släktet Lophotrichus och familjen Microascaceae.   Inga underarter finns listade i Catalogue of Life.